# Cathédrale de Livourne
La cathédrale de Livourne (en italien :Cattedrale di San Francesco) est une église catholique romaine de Livourne, en Italie. Il s'agit de la cathédrale du diocèse de Livourne.